# Denier
Denier er en måleenhed, der anvendes om tekstilfibres og trådes masse pr. længdeenhed. Enheden er defineret som fibrenes vægt i gram pr. 9.000 meter.
- Denier bruges som mål for densiteten af vævningen/materialet i strømper, og definerer deres transparens.

- Et 1-denier polyesterfiber har en diameter på cirka 10 mikrometer.
- Et fiber bliver betegnet som mikrofiber, hvis det er 1 denier eller mindre.
- Ultrafine spaltede mikrofibre er under 0,3 denier.

| Tøj | Spire Denne artikel om tøj, sko eller lignende er en spire som bør udbygges. Du er velkommen til at hjælpe Wikipedia ved at udvide den. |